# William Anin
William Anin (ur. 2 listopada 1980) – martynikański piłkarz występujący na pozycji obrońcy. Zawodnik klubu Club Franciscain.

## Kariera klubowa
W latach 2002–2003 Anin grał w zespole Club Franciscain. W 2003 roku zdobył z nim mistrzostwo Martyniki oraz Puchar Martyniki. Następnie występował w CS Case-Pilote. W 2010 roku wywalczył z nim Puchar Martyniki. W tym samym roku odszedł do Émulation, a w 2012 roku ponownie został graczem zespołu Club Franciscain.

## Kariera reprezentacyjna
W reprezentacji Martyniki Anin zadebiutował w 2003 roku. W tym samym roku został powołany do kadry na Złoty Puchar CONCACAF. Nie zagrał jednak na nim ani razu, a Martynika zakończyła turniej na fazie grupowej.